# Black Watch (Royal Highland Regiment)

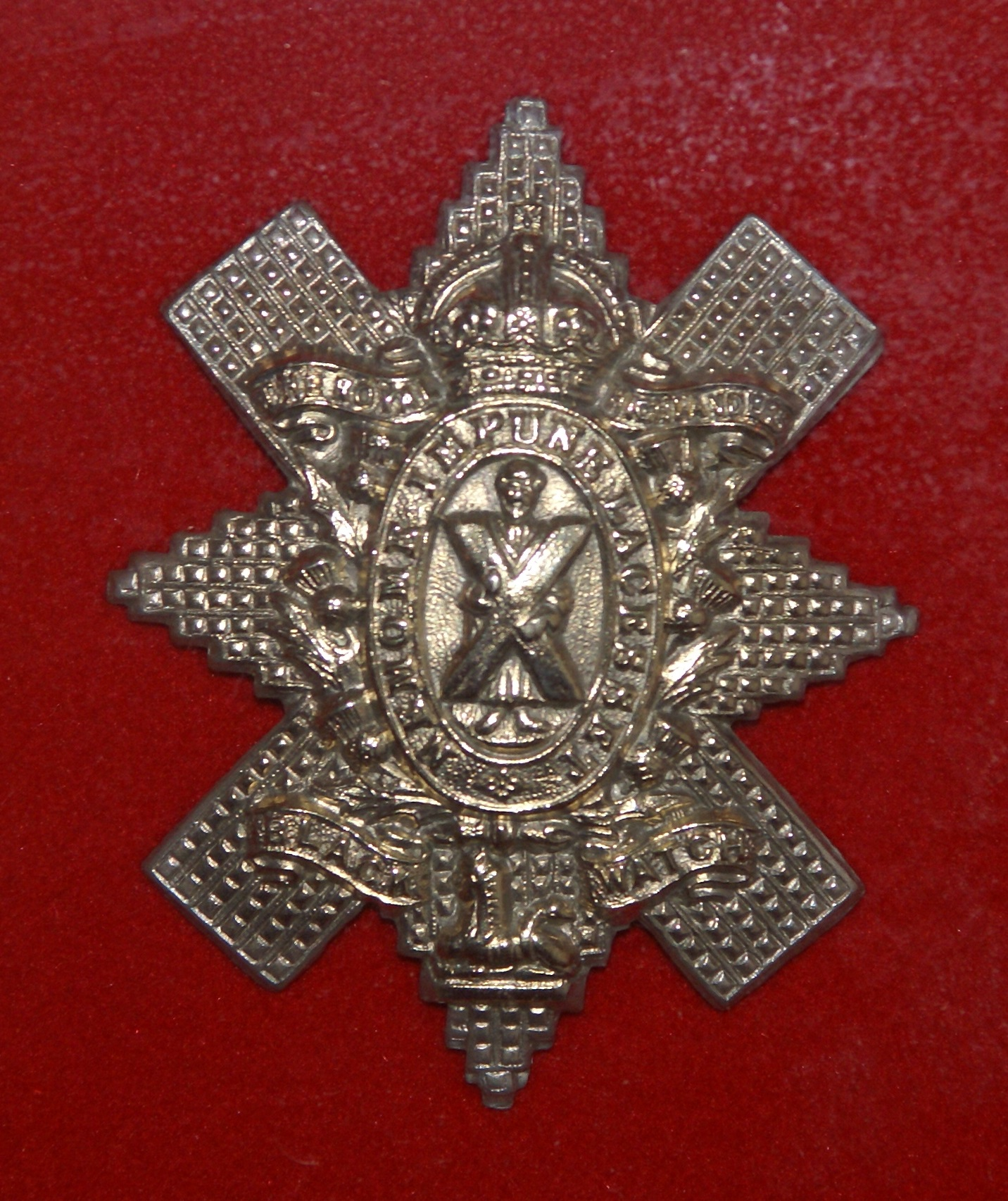
Mützenabzeichen der Black Watch (Royal Highland Regiment)

The Black Watch (Royal Highland Regiment) war ein schottisches Infanterie-Regiment der britischen Armee, das von 1881 bis 2006 bestand.

## Geschichte

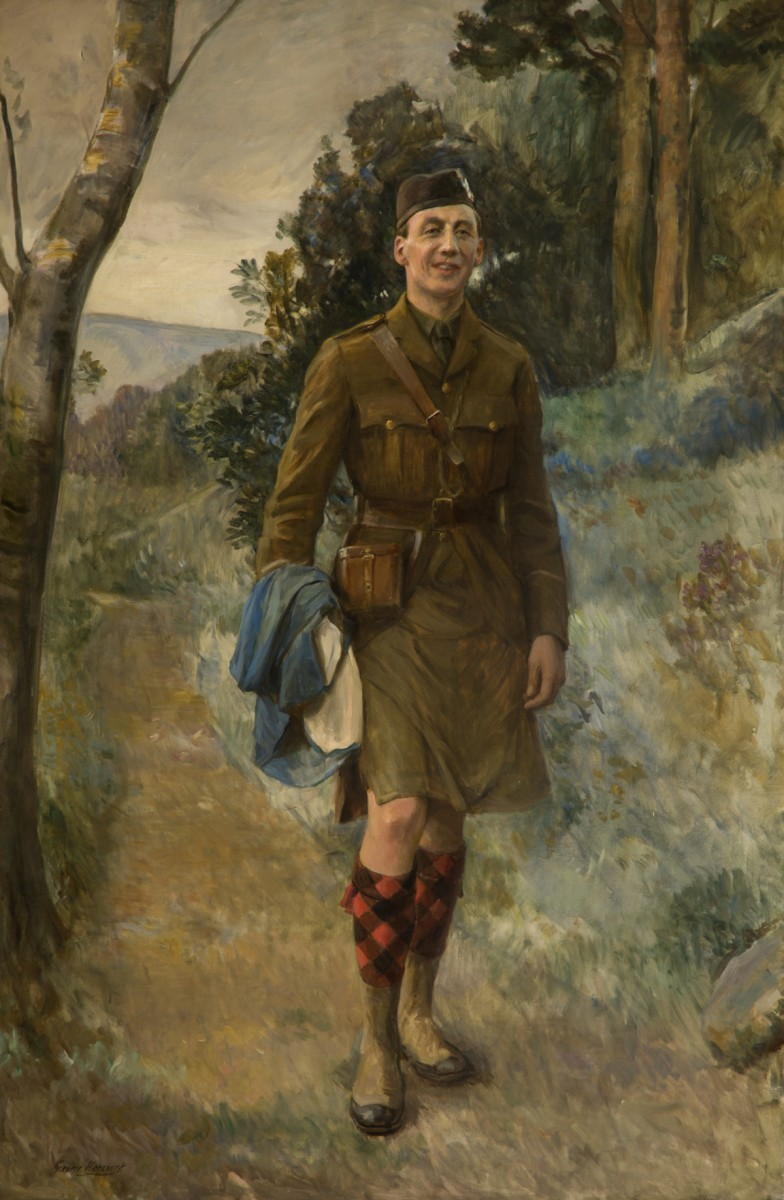
Offizier der Black Watch, um 1914

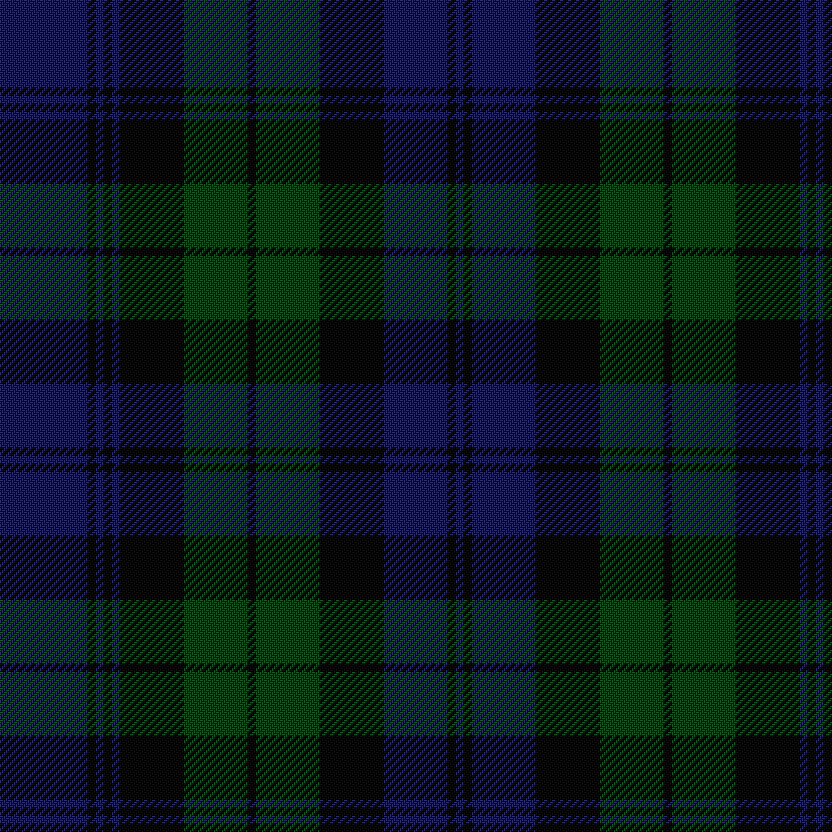
Tartan der Black Watch

Das Regiment entstand am 1. Juli 1881 im Rahmen der Childers-Reformen, durch den Zusammenschluss des 42nd (Royal Highland) Regiment of Foot, The Black Watch, und des 73rd (Perthshire) Regiment of Foot und hieß zunächst The Black Watch (Royal Highlanders). Das Regiment führte die Traditionen der beiden Vorgängerregimenter weiter. Die Soldaten des ehemaligen 42nd Regiment bildeten im neuen Regiment das 1. Bataillon, die des 73rd Regiment das 2. Bataillon. Hinzu kamen weitere Miliz-, Territorial-Army- und Freiwilligen-Bataillone. Das Regiment wurde 1935 zu Black Watch (Royal Highland Regiment) umbenannt.
Am 28. März 2006 wurde das Regiment mit den schottischen Regimentern The Royal Scots, The Royal Highland Fusiliers (Princess Margaret’s Own Glasgow and Ayrshire Regiment), The King’s Own Scottish Borderers, The Highlanders (Seaforth, Gordons and Camerons) und The Argyll and Sutherland Highlanders (Princess Louise’s), zum Royal Regiment of Scotland zusammengeschlossen. Das heutige 3. Bataillon des Royal Regiment of Scotland führt die Tradition der Black Watch weiter.

## Regimental Colonels
Colonel of the Regiment waren:
- 1881–1888 (1st Battalion): General Sir Duncan Alexander Cameron (vormals 42nd Foot)
- 1881–1885 (2nd Battalion): General Sir Henry Ferguson-Davie, 1. Baronet (vormals 73rd Foot)
- 1888–1907 (1st Battalion): General Sir Robert Rollo
- 1907–1914: Lieutenant-General Sir John Chetham McLeod
- 1914–1929: General Sir John Grenfell Maxwell
- 1929–1940: General Sir Archibald Rice Cameron
- 1940–1946: General Sir Arthur Grenfell Wauchope
- 1946–1950: Field Marshal Sir Archibald Wavell, 1. Earl Wavell
- 1950–1952: General Sir Neil Methuen Ritchie
- 1952–1960: Major-General Neil McMicking
- 1960–1964: Major-General Keith Arbuthnott, 15. Viscount of Arbuthnott
- 1964–1969: Brigadier Henry Conyers Baker-Baker
- 1969–1976: Brigadier Bernard Fergusson, Baron Ballantrae
- 1976–1981: Brigadier John Cassels Montieth
- 1981–1992: Major-General Andrew Linton Watson
- 1992–2003: Brigadier Garry Charles Barnett
- 2003–2006: Lieutenant-General Sir Alistair Irwin

## Battle Honours
Zusätzlich zu den Battle Honours, die das Regiment von seinen beiden Vorgängerregimentern weiterführte, wurden dem Regiment folgende Battle Honours verliehen (englische Originalbezeichnungen):
- Vor 1914: Guadaloupe 1759[1], Martinique 1762[1], Havannah[1], North America 1763–64[2], Mysore[3], Busaco[4], Salamanca[5], South Africa 1846–47[6], 1851-2-3[6], Tel-el-Kebir, Egypt 1882 ’84, Kirbekan, Nile 1884–85, Paardeberg, South Africa 1899–1902;
- Erster Weltkrieg: Retreat from Mons, Marne 1914 ’18, Aisne 1914, La Bassée 1914, Ypres 1914 ’17 ’18, Langemarck 1914, Gheluvelt, Nonne Bosschen, Givenchy 1914, Neuve-Chapelle, Aubers, Festubert 1915, Loos, Somme 1916 ’18, Albert 1916, Bazentin, Delville Wood, Pozières, Flers-Courcelette, Morval, Thiepval, Le Transloy, Ancre Heights, Ancre 1916, Arras 1917, ’18, Vimy 1917, Scarpe 1917 ’18, Arleux, Pilckem, Menin Road, Polygon Wood, Poelcappelle, Passchendaele, Cambrai 1917 ’18, St. Quentin, Bapaume 1918, Rosières, Lys, Estaires, Messines 1918, Hazebrouck, Kemmel, Béthune, Scherpenberg, Soissonnais-Ourcq, Tardenois, Drocourt-Quéant, Hindenburg Line, Épéhy, St. Quentin Canal, Beaurevoir, Courtrai, Selle, Sambre, France and Flanders 1914–18, Doiran 1917, Macedonia 1915–18, Egypt 1916, Gaza, Jerusalem, Tell’Asur, Megiddo, Sharon, Damascus, Palestine 1917–18, Tigris 1916, Kut al Amara 1917, Baghdad, Mesopotamia 1915–17;
- Zweiter Weltkrieg: Defence of Arras, Ypres-Comines Canal, Dunkirk 1940, Somme 1940, St. Valery-en-Caux, Saar, Breville, Odon, Fontenay le Pesnil, Defence of Rauray, Caen, Falaise, Falaise Road, La Vie Crossing, Le Havre, Lower Maas, Venlo Pocket, Ourthe, Rhineland, Reichswald, Goch, Rhine, North-West Europe 1944–45, Barkasan, British Somaliland 1940, Tobruk 1941, Tobruk Sortie, El Alamein, Advance on Tripoli, Medenine, Zemlet el Lebene, Mareth, Akarit, Wadi Akarit East, Djebel Roumana, Medjez Plain, Si Mediene, Tunis, North Africa 1941–43, Landing in Sicily, Vizzini, Sferro, Gerbini, Adrano, Sferro Hills, Sicily 1943, Cassino II, Liri Valley, Advance to Florence, Monte Scalari, Casa Fortis, Rimini Line, Casa Fabbri Ridge, Savio Bridgehead, Italy 1944–45, Athens, Greece 1944–45, Crete, Heraklion, Middle East 1941, Chindits 1944, Burma 1944;
- Nach 1945: The Hook 1952, Korea 1952–53, Al Basrah, Iraq 2003, Second Battle of Fallujah, Iraq 2004.